# Grenchen
Grenchen (toponimo tedesco; in francese: Granges) è un comune svizzero di 17 372 abitanti del Canton Soletta, nel distretto di Lebern del quale è capoluogo; ha lo status di città ed è il secondo centro abitato per popolazione del cantone.

## Geografia fisica
Situata fra Bienne e Soletta, sorge tra il Massiccio del Giura e il fiume Aar, a un'altitudine di 451 m s.l.m. Il territorio comunale ha il suo punto di maggior altitudine a 1 348 m s.l.m (monte Oberer Grenchenberg), mentre il punto più basso è la località Witi nella piana dell'Aar, a 430 m s.l.m.

## Storia
Il nome della città è attestato per la prima volta nel 1131 nella forma Granechum. Nel 1851 fu introdotta l'industria dell'orologeria e la popolazione aumentò rapidamente.
Negli anni 1830 la città, già attiva nell'elaborazione del pensiero politico radicale, accolse personalità del movimento in fuga, come il tedesco Karl Mathy e l'italiano Giuseppe Mazzini.

## Cultura
A Grenchen ha sede il quotidiano Grenchner Tagblatt.

## Economia
L'economia di Grenchen è fortemente incentrata sull'industria orologiera, in particolare con le società ETA Manufacture Horlogère (che produce per il gruppo Swatch), Eterna, Breitling, Fortis, ITS Time e Rodania. Vi ha anche la sua sede la ditta BMC che produce biciclette da corsa e componentistica.

## Infrastrutture e trasporti
La città ha due stazioni ferroviarie: Grenchen Nord, sulla linea Bienne-Moutier-Basilea, e Grenchen Süd, sulla linea Bienne-Soletta-Olten.
È presente anche un aeroporto, costruito nel 1931.